# Brachionycha
Brachionycha is een geslacht van nachtvlinders uit de familie Noctuidae.

## Soorten
- B. albicilia Sugi, 1970
- B. atossa Wiltshire, 1941
- B. borealis Smith, 1899
- B. nubeculosa

Harige voorjaarsuil Esper, 1785
- B. permixta Sugi, 1970
- B. sajana Draudt, 1934